# Mel Brown (Musiker, 1939)

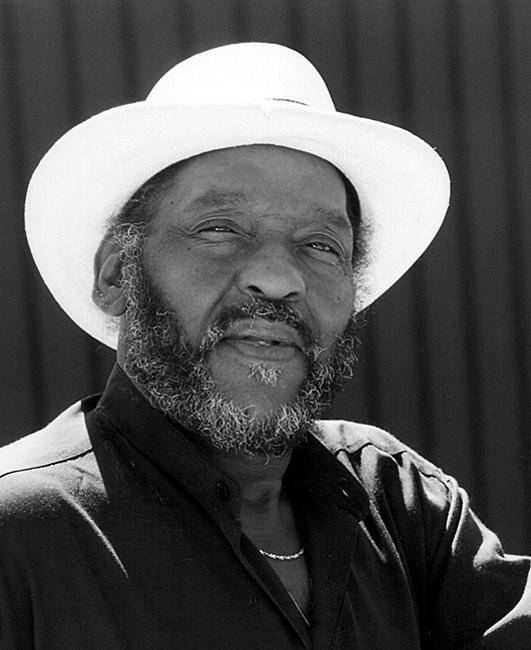
Mel Brown

Mel Brown (* 7. Oktober 1939 in Jackson, Mississippi; † 20. März 2009 in Kitchener, Ontario) war ein US-amerikanischer Blues-Gitarrist, Bassist und Pianist.

## Leben und Wirken
Brown wuchs in Jackson (Mississippi) auf; frühe Idole waren die Bluesgitarristen B. B. King and T-Bone Walker. Er zog dann nach Los Angeles, wo er seit Ende der 1950er Jahre vorwiegend als Sessionmusiker arbeitete und u. a. an Aufnahmen von Bobby Darin,  Bill Cosby, aber auch bei T-Bone Walkers Album  Funky Town mitwirkte. Ende 1960 ging er mit der Formation The Olympics auf Tournee; dann spielte er zwei Jahre in der Begleitband der Sängerin Etta James; später spielte er auch in der Band von Oliver Nelson (Live from Los Angeles, 1967), Jimmy McGriff (The Starting Five, 1986) oder mit dem West Coast-Bassisten Leroy Vinnegar (Walking the Basses, 1992). Außerdem spielte er in verschiedenen lokalen Blues-Bands.
Im Sommer 1967 entstand auf Jazz-Label Impulse! Records ein erstes Blues-Funk-Album unter eigenem Namen (Chicken Fat), an dem Gerald Wiggins, Herb Ellis, Arthur Wright, Ronald Brown und Paul Humphrey mitwirkten. Es folgten auf Impulse! Alben wie The Wizard, I'd Rather Suck My Thumb und Big Foot Country Gal.
1971 wurde Brown Mitglied der Band des Sängers Bobby „Blue“ Bland, wirkte an dessen California Album (1973) mit. 1979 trat Brown auf dem San Francisco Blues Festival auf. Außerdem arbeitete Brown in dieser Zeit mit Blues-Legenden wie John Lee Hooker und Lightnin’ Hopkins; er blieb bis 1982 bei Bland.
Brown arbeitete 1983 in einer Bluesband in Austin, Texas in der Hausband in dem Club Antone’s; später begleitete er Musiker wie Buddy Guy, Stevie Ray Vaughan und Clifton Chenier. 1986 wurde er Mitglied von Albert Collins’ Band the Icebreakers und wirkte an dessen Album  Cold Snap mit; danach arbeitete er weiter im Club Antone’s in Austin.
Anfang 1990 zog Brown nach Kitchener, Ontario in Kanada, wo er eine eigene Band gründete, The Homewreckers. Es entstand das Album  Neck Bones & Caviar (1999). Im Jahr darauf wurde er dafür mit dem Prix Big Bill Broonzy und dem W.C. Handy Award ausgezeichnet. 2001 und 2002 erhielt er den Juno Award. 2006 nahm Brown sein letztes Album auf (Blues: A Beautiful Thing). 2007 erhielt er den Living Blues Award als bester Gitarrist. Im April 2008 stand er ein letztes Mal auf der Bühne; er trat mit Buddy Guy im Kitchener Ontario. Brown starb im März 2009 an Emphysem-Komplikationen.
Brown vereinte in seinem Stil Elemente des Soul, Funk und Jazz zu einer zeitgenössischen Blues-Spielweise.

## Diskographische Hinweise

### Als Leader
- 1967: Chicken Fat (Impulse! Records)
- 1968: The Wizard (Impulse!)
- 1969: Blues For We (Impulse!)
- 1969: I'd Rather Suck My Thumb (Impulse!)
- 1971: Fifth (Impulse!)
- 1998: Can’t Stop Blowin'  (E-fi 3359) Snooky Pryor / Mel Brown
- 1999: Neck Bones & Caviar (E-fi 3363) Mel Brown
- 2000: Double Shot!  (E-fi 3367) Snooky Pryor und Mel Brown
- 2001: Homewreckin’ Done Live (E-fi 3370) Mel Brown and The Homewreckers
- 2006: Blues – A Beautiful Thing (E-fi 3394) Mel Brown and The Homewreckers
- 2006: Mel Brown – The DVD (E-fi 3395) Living Blues Award 2007 Best Blues-DVD

### Als Sideman
- B.B. King… L.A. Midnight – Gitarre
- B.B. King and Bobby Blue Bland…Together for the First Time – Gitarre
- Albert Collins …Cold Snap – Gitarre
- James Cotton …Mighty Long Time – Piano
- Lightnin’ Hopkins …It’s a Sin To Be Rich – Gitarre, Orgel, Electric Piano
- John Lee Hooker …Endless Boogie – Akustische Gitarre
- John Lee Hooker …Never Get Out of The Blues Alive – Gitarre und Bass
- Jimmy McGriff – Dream Team – Gitarre
- Doug Sahm …Juke Box Music – Keyboards
- Earl Hooker …Simply The Best – Gitarre
- Charles Brown…Legend – Gitarre
- T-Bone Walker …Funky Town – Gitarre